# カミーロ・ホセ・セラ
カミーロ・ホセ・セラ・トルロック（Camilo José Cela Trulock, 1916年5月11日 - 2002年1月17日）は、スペイン・ア・コルーニャ県パドロン出身の著作家。カミロ・ホセ・セラまたはカミーロ・ホセ・セーラと表記されることもある。1989年にノーベル文学賞を受賞した。1930年代のスペイン内戦終結後のスペイン文学を刷新した人物と評価されている。

## 経歴

### 青年時代
1916年5月11日にガリシア地方のア・コルーニャ県パドロンにあるイリア・フラビア地区に生まれた。9人兄弟の長男である。父親のカミーロ・クリサント・セラ・イ・フェルナンデスはガリシア地方出身であり、地方新聞社を経営しつつ税関の役人でもあった。母親のカミーラ・エマヌエラ・トルロック・イ・ベルトリーニもガリシア地方出身だが、イギリスのイングランドとイタリアにルーツを持っていた。セラ家は上位中産階級だった。
1921年から1925年までは家族とともにア・コルーニャ県ビーゴに住んだ。9歳だった1925年には一家でマドリードに転居し、エスコラピオス修道会の学校で学んだ。1931年には結核と診断されたため、グアダラマ山脈に近い療養所に入り、自由時間には小説『Pabellon de Reposo』の執筆に取り組んだ。療養のさなかには、哲学者のホセ・オルテガ・イ・ガセットや劇作家のアントニオ・デ・ソリス・イ・リバデネイラの作品を集中的に読んだ。

### 著作家として
マドリード大学では当初は医学を学んでいたが、哲文学部の文学講座にも関心を寄せて出席した。マドリード大学在学中の1936年、20歳の時にスペイン内戦が勃発した。青年期の政治的思想は保守的であり、フランシスコ・フランコ率いる反乱軍が支配する領域に逃れた。兵士として反乱軍に入隊したが、負傷してログローニョで入院した。
1939年にスペイン内戦が終結すると、いったんはマドリード大学で法学の勉強を始めたが、しだいに執筆活動に時間を割くようになった。自身初の小説『パスクアル・ドゥアルテの家族』を執筆しはじめ、26歳だった1942年に刊行された。この小説はミゲル・デ・セルバンテスの『ドン・キホーテ』に次いで2番目に多く読まれているスペイン文学とされることもある。
1943年には検閲官となったが、皮肉なことに、ホセ・セラによる著名な作品の大部分はこの期間に執筆された。1944年にはマリーア・デル・ロサリオ・コンデ・ピカベアと結婚し、1946年には息子のカミーロ・ホセ・セラ・コンデが生まれた。1951年にはアルゼンチンのブエノスアイレスで『蜂の巣』が刊行されたが、フランコ独裁体制下では暴力的かつ粗雑とみなされ、スペインでは発禁処分であった。
1954年にはバレアレス諸島のマヨルカ島に移住した。フランコ体制下の1956年には反ファシズムの性格を持つ文芸誌の『アルマダンス亭草紙』を創刊し、発禁処分を受けた若い著作家たちに発表の場を与えた。アメリカ合衆国の小説家であるアーネスト・ヘミングウェイと親しく、ヘミングウェイには大きな影響を受けたと述べている。

### 晩年
1957年5月26日にはスペイン王立アカデミーの会員に推挙された。1977年から1979年にはスペイン上院議員を務め、スペイン1978年憲法の草案を担当した。1984年には『二人の死者のためのマズルカ』によってスペイン国民文学賞を受賞した。1987年にはアストゥリアス皇太子賞の文学部門を受賞した。1989年には『パスクアル・ドゥアルテの家族』と『二人の死者のためのマズルカ』によって、ノーベル文学賞を受賞した。
1990年にはロサリオ・コンデと離婚し、1991年にはジャーナリストのマリーナ・カスターニョと結婚したが、マリーナ・カスターニョはホセ・セラよりも41歳も若かった。1994年にはプラネータ社によるプラネータ賞を受賞した。1996年にはセルバンテス賞を受賞した。また同年には、長年にわたる文学活動に対する功績によって、スペイン国王よりイリア・フラビア侯爵位を授与された。1999年には日本の関西外国語大学より名誉博士号を授与された。2000年にはホセ・セラの名を冠した私立大学のカミーロ・ホセ・セラ大学が開学した。

### 死去
85歳だった2002年1月17日、マドリード中央病院で死去した。死因は心臓病。死去時点ではカスティーリャ＝ラ・マンチャ州グアダラハラ県グアダラハラに住んでいた。故郷のパドロンにあるサンタ・マリア・デ・アディーナ教区墓地に埋葬された。遺言では最初の妻であるロサリオ・コンデとの間に生まれた息子のホセ・セラ・コンデではなく、2番目の妻であるマリーナ・カスターニョを優遇した。ホセ・セラの死後、イリア・フラビア侯爵の称号はホセ・セラ・コンデに渡っている。

## 著作

### 長編小説
- 『La familia de Pascual Duarte』1942年
『パスクアル・ドゥアルテの家族』 - 有本紀明（訳）、講談社、1989年
- 『Pabellón de reposo』1943年
- 『Nuevas andanzas y desventuras de Lazarillo de Tormes』1944年
『ラサリーリョ・デ・トルメスの新しい遍歴』 - 有本紀明（訳）、講談社、1992年
- 『Viaje a la Alcarria』1948年
『ラ・アルカリアへの旅』 - 有本紀明（訳）、講談社、1991年
- 『La colmena』1951年
『蜂の巣』 - 会田由・野々山真輝帆（訳）、白水社、1989年
- 『Mrs. Caldwell habla con su hijo』1953年
- 『La catira. Barcelona』1955年
- 『Primer viaje andaluz』1959年
『アンダルシア紀行』 - 日比野和幸・野々山真輝帆（監訳）、彩流社、1999年
- 『Tobogán de hambrientos』1962年
- 『Viaje al Pirineo de Lérida』1965年
『ピレネー紀行』 - 日比野和幸・野々山真輝帆（監訳）、彩流社、1993年
- 『Vísperas, festividad y octava de San Camilo del año 1936 en Madrid』1969年
- 『Oficio de tinieblas 5』1973年
- 『Mazurca para dos muertos』1983年
『二人の死者のためのマズルカ』 - 有本紀明（訳）、講談社、1998年
- 『Cristo versus Arizona』1988年
- 『Oficio de tinieblas 5』1989年
- 『La cruz de San Andrés』1994年
- 『Madera de boj. Madrid』1999年

### その他
- 『サッカーと11の寓話』
  - 野谷文昭・星野智幸（訳）、朝日新聞社　1997年
- 『遠足』
  - 大久保光夫（訳）（『世界短編名作選スペイン編』新日本出版社、1978年に収録)
- 『お祭り』
  - （『世界短篇文学全集〔9〕南欧文学近代』集英社に収録)

## 受賞・受章
- 1956年 スペイン語文学批評家賞（スペイン語版）
- 1980年 イサベル・ラ・カトリカ勲章（スペイン語版）
- 1984年 スペイン国民文学賞（スペイン語版）
- 1986年 サン・ジョルディ文学賞（スペイン語版）
- 1986年 ラモン・デ・カランサ賞（スペイン語版）
- 1987年 アストゥリアス皇太子賞文学部門
- 1989年 ノーベル文学賞
- 1992年 カルロス3世勲章（スペイン語版）[4]
- 1992年 マリアーノ・カビア・ジャーナリズム賞（スペイン語版）
- 1994年 プラネータ賞
- 1995年 セルバンテス賞